# Särkisalo
Särkisalo (/ˈsærkiˌsɑlo/), hay Finby trong tiếng Thụy Điển, là một đô thị của Phần Lan, located mostly on Särkisalo island.
Vị trí ở tỉnh của Tây Phần Lan thuộc vùng Tây Nam Phần Lan. Đô thị này có dân số 710 (thời điểm ngày 31 tháng 12 năm 2004)và diện tích 82,85 km² (trừ phần mặt biển) trong đó có 1,06 km² là mặt nước nội địa. Mật độ dân số là 8,68 người trên mỗi km².
Đô thị này sử dụng hai thứ tiếng, đa số nói tiếng Thụy Điển và thiểu số nói tiếng Phần Lan.